# Волкот (Индијана)
Волкот (енгл. Wolcott) град је у америчкој савезној држави Индијана.

## Демографија
По попису из 2010. године број становника је 1.001, што је 12 (1,2%) становника више него 2000. године.
| Група             | 2000.       | 2010.       |
| Белци             | 962 (97,3%) | 949 (94,8%) |
| Афроамериканци    | 3 (0,3%)    | 3 (0,3%)    |
| Азијати           | 0 (0,0%)    | 3 (0,3%)    |
| Хиспаноамериканци | 10 (1,0%)   | 26 (2,6%)   |
| Укупно            | 989         | 1.001       |